# Liste des longs métrages bhoutanais proposés à l'Oscar du meilleur film international
Cet article présente la liste des longs métrages bhoutanais proposés à l'Oscar du meilleur film international.

## Films proposés par le Bhoutan
| Année (Cérémonie) | Titre français            | Titre original       | Langue(s)                | Réalisateur         | Résultat       |
| ----------------- | ------------------------- | -------------------- | ------------------------ | ------------------- | -------------- |
| 2000 (72e)        | La Coupe                  | ཕོར་པ།                | dolpali, hindi, tibétain | Khyentse Norbu      | Non nommé      |
| 2021 (93e)        | L'École du bout du monde, | ལུང་ནག་ན              | dzongkha, anglais        | Pawo Choyning Dorji | Disqualifié    |
| 2022 (94e)        | L'École du bout du monde, | ལུང་ནག་ན              | dzongkha, anglais        | Pawo Choyning Dorji | Nommé          |
| 2024 (96e)        | Le Moine et le fusil      | Le Moine et le fusil | dzongkha, anglais        | Pawo Choyning Dorji | Présélectionné |